# Клеменчук Олексій Петрович
Олексій Петрович Клеменчук (7 лютого 1907, місто Новгород, тепер Великий Новгород, Російська Федерація — 12 травня 1996, місто Москва, Російська Федерація) — радянський державний діяч, міністр харчової промисловості РРФСР. Депутат Верховної ради РРФСР 7—9-го скликань.

## Життєпис
Народився в робітничій родині. З семирічного віку працював та навчався в сільській школі. У 1919 році закінчив школу.
У серпні 1919 — червні 1922 року — кур'єр Новгородської губернської надзвичайної комісії (ЧК).
З 1922 до лютого 1924 року був безробітним, жив у батьків. У лютому 1924 — жовтні 1925 року — учень булочника пекарні в Новгороді. З жовтня 1925 до квітня 1926 року був безробітним, жив у батьків.
З квітня до вересня 1926 року працював землекопом міськбудгоспу Ленінграда. З вересня 1926 до лютого 1927 року був безробітним.
З лютого 1927 до листопада 1930 року працював майстром хлібозаводу № 2 міста Ленінграда.
Член ВКП(б) з 1930 року.
У листопаді 1930 — березні 1931 року — завідувач групи Ленінградської обласної профспілки робітників харчосмакової промисловості; представник Ленінградського обласного комітету ВЛКСМ у Ленінградському обласному комітеті Спілки харчовиків.
У березні 1931 — жовтні 1934 року — заступник голови Ленінградської обласної профспілки робітників тютюнової промисловості.
У жовтні 1934 — жовтні 1937 року — голова Ленінградської обласної профспілки робітників спиртогорілчаної промисловості.
Одночасно навчався в Ленінградській харчовій академії.
У жовтні 1937 — травні 1941 року — директор лікеро-горілчаного заводу в Ленінграді.
У травні 1941 — червні 1946 року — завідувач відділу харчової промисловості Ленінградського міського комітету ВКП(б). 
Одночасно в 1943—1944 роках — заступник завідувача відділу громадського харчування, торгівлі та харчової промисловості Ленінградського міського комітету ВКП(б). У 1944—1946 роках — завідувач відділу громадського харчування, торгівлі та харчової промисловості Ленінградського міського комітету ВКП(б).
З червня 1946 до березня 1949 року — в апараті ЦК ВКП(б). З червня 1946 до липня 1948 року — завідувач відділу кадрів харчової промисловості ЦК ВКП(б). З 16 липня 1948 до 14 березня 1949 року — заступник завідувача відділу легкої промисловості ЦК ВКП(б).
З березня 1949 року — заступник міністра харчової промисловості Латвійської РСР.
У 1949 році заарештований як учасник «Ленінградської справи». У 1950 році засуджений до 25 років позбавлення волі. У 1954 році звільнений та амністований.
З 1954 року — начальник управління Міністерства промисловості продовольчих товарів СРСР; заступник міністра харчової промисловості РРФСР.
У 1960—1961 роках — начальник Головного управління харчової промисловості Вищої ради народного господарства (ВРНГ) РРФСР.
У 1961 — жовтні 1965 року — заступник голови Вищої ради народного господарства (ВРНГ) РРФСР.
15 жовтня 1965 — 20 березня 1979 року — міністр харчової промисловості РРФСР.
Організатор виробництва харчових продуктів у РРФСР. Один із творців рецептури горілки «Посольська» та пива «Подвійне золоте».
З березня 1979 року — персональний пенсіонер у Москві.
Помер 12 травня 1996 року в Москві.

## Нагороди та відзнаки
- орден Жовтневої Революції (25.08.1971)
- орден Вітчизняної війни ІІ ст.
- два ордени Трудового Червоного Прапора (17.04.1940, 7.02.1977)
- орден Червоної Зірки
- орден «Знак Пошани» (1942)
- медаль «За доблесну працю у Великій Вітчизняній війні 1941—1945 рр.» (1945)
- медаль «За доблесну працю. В ознаменування 100-річчя з дня народження Володимира Ілліча Леніна» (1970)
- медаль «Ветеран праці»
- медалі